# Arbre oxalogène
Un arbre oxalogène est un type d'arbre connu pour présenter la "voie oxalate-carbonate" dans le cadre de son métabolisme. Cette voie métabolique forme des ions d'oxalate qui au niveau du sol, en symbioses bactério-fongiques, forment du carbonate de calcium (CaCO3, calcaire) qui est l'une des formes les plus durables de puits de carbone.
Les propriétés de ce type d'arbres ont été découvertes dans les années 1990 par le biogéochimiste Eric Verrecchia.

## Mécanisme
La photosynthèse de ces arbres aboutit à la formation, entre autres, d'ion oxalates qui migrent vers les racines de l'arbre. Différents micro-organismes du sol décomposent ces oxalates en ions carbonates. Ces ions carbonates réagissent avec des ions calcium du sol pour donner le carbonate de calcium. 

## Exemples
Parmi les arbres oxalogènes, on peut citer la noix-pain et Milicia excelsa (iroko).